# Thomas Savery
Thomas Savery (Modbury, 1650 – London, 1715. május) angol feltaláló volt, Shilstonban (Devon), Angliában született.

## Munkássága
Kezdetben a gépészet alkalmazása a hajózásban érdekelte. Feltalált többek között egy, a későbbi kerekes hajókban használthoz hasonló primitív kereket is. Később érdeklődése a szivattyúk felé fordult. 1698. július 2-án szabadalmat kért egy gőzgépre, mely bányákból vizet szivattyúzott. Később Thomas Newcomennel együtt továbbfejlesztette találmányát.
Savery néhány ötletét Denis Papin francia fizikustól kapta, aki többek között 1679-ben feltalálta a nyomás alatti főzésre szolgáló fazekat (a „kuktát”) és egy dugattyús gőzgép modelljét is elkészítette.